# Massacre de Halfaya
Le massacre de Halfaya (en arabe : مجزرة حلفايا) se produit à Halfaya, ville du gouvernorat de Hama, le 23 décembre 2012. Entre 60 et 300 personnes sont tuées par des bombardements aériens alors qu'ils faisaient la queue pour du pain devant une boulangerie, ouverte après plusieurs jours sans approvisionnement.

## Contexte

### Contexte général
En août 2012 déjà, Human Rights Watch condamne les bombardements visant les boulangeries pour les détruire, et les civils attendant en nombre devant les rares boulangeries toujours opérationnelles, le pain étant un aliment de première nécessité en Syrie,.
Selon le SNHR, en 2012, 36 boulangeries ont été ciblées par le régime, tuant plus de 310 civils, dont au moins 60 enfants et quatre femmes, et faisant au moins 1 257 blessés.

### Halfaya
Halfaya, petite ville d'environ 30 000 habitants, avait été prise par les rebelles la semaine précédente dans le cadre d'une campagne visant à pénétrer dans de nouveaux territoires lors de la révolution initiée 21 mois plus tôt contre le président Bachar el-Assad. Depuis lors que l'Armée syrienne libre avait pris le contrôle de la ville, Halfaya subissait des attaques aériennes régulières ainsi qu'un blocus par les forces armées du régime,.
En raison du siège de la ville par les chars du régime, la farine a manqué et les habitants ont été privés de pain pendant plusieurs jours ; le 23 décembre, après un approvisionnement, plusieurs dizaines ou centaines de personnes faisaient la queue devant la boulangerie centrale de Halfaya pour y acheter du pain,,.

## Revendications contradictoires
Le régime, qui refuse d'admettre qu'il utilise sa puissance aérienne dans le conflit, accuse les rebelles d'avoir causé le massacre. Le gouvernement syrien reconnaît que de nombreuses femmes et enfants ont été tués, mais il accuse les combattants rebelles qui, selon eux, auraient attaqué la ville. Dans un premier temps, un correspondant de la BBC, Jim Muir, note que la vidéo ne permet pas d'établir si le bâtiment était une boulangerie et que les 23 morts identifiés jusqu'alors sont tous des hommes. Il affirme donc qu'il n'est pas exclu que les avions du régime aient réussi à frapper des combattants rebelles, mais qu'en raison de l'impossibilité de réaliser une enquête indépendante, la version donnée d'une boulangerie attaquée par l'avion est également tout à fait possible.
Les autres sources et témoignages concordent sur une frappe aérienne commise par les forces armées syriennes sur une boulangerie,,,,.

## Bilan
Le jour même, un premier bilan fait état de 60 morts et 50 blessés dans un état critique. Le lendemain, on parle d'au moins 90 morts, dont des femmes et des enfants. Différents bilans affirment qu'il y aurait jusqu'à 300 morts au moins.